# 坂内宏観
坂内 宏観（ばんない こうかん、1900年（明治33年）2月1日 - 1962年（昭和37年）7月4日）は、昭和時代の版画家、日本画家。

## 来歴
本名は坂内定夫（「貞夫」は誤記）。福島県大沼郡会津高田町（現・会津美里町）に生まれた。旧制会津中学校卒業。独学で日本画を学んでおり、昭和17年（1942年）に渡辺木版美術画舗から新版画の作品を発表している。風景画「現代東海道五十三次」のシリーズが知られている。また、松坂屋、銀座伊東屋、日本工業倶楽部会館において個展を開催した。

## 作品
- 「現代東海道五十三次　雪の日本橋」　木版画　東京国立近代美術館所蔵
- 「現代東海道五十三次　熱田　明けゆく古城」　木版画　東京国立近代美術館所蔵
- 「現代東海道五十三次　箱根　芦ノ湖」　木版画　東京国立近代美術館所蔵

## 参考図書
- 清水澄編 『浮世絵人名辞典及び現代版画家名鑑』 東京美術倶楽部、1954年